# عبدالرفیع کاسی
عبدالرفیع کاسی (انگلیسی: Abderrafi Gassi؛ زادهٔ ۲۷ اکتبر ۱۹۷۲) بازیکن فوتبال اهل مراکش بود.
از باشگاه‌هایی که در آن بازی کرده‌است می‌توان به باشگاه فوتبال حسینیه اکادیر اشاره کرد.
وی همچنین در تیم ملی فوتبال مراکش بازی کرده‌است.